# Laguna Beach: The Real Orange County
Laguna Beach: The Real Orange County (vaak gewoon Laguna Beach genoemd), was een MTV-realityprogramma dat de levens van verschillende tieners wonend in Laguna Beach, een plaatsje aan de kust in Orange County (Californië) vastlegde. Het onderscheidt zich van andere realityprogramma's doordat het meer op een fictief televisiedrama lijkt dan op een documentaire.

## Overzicht

### Ontwikkeling
De ontwikkelingen begonnen met het idee voor een geacteerde "reality"-serie, waarin het leven van een aantal rijke kinderen gevolgd zou worden. Producenten van MTV bedachten een half-geacteerde realityserie in Beverly Hills, om zo de fictieve FOX-televisieserie Beverly Hills 90210 na te doen. De producenten verkenden ook nog talrijke andere rijke steden in het zuiden van Californië, zoals San Marino en Malibu, voordat ze besloten de serie in Laguna Beach op te nemen.
In september 2006 lanceerde MTV Virtual Laguna Beach, een programma op internet zodat Laguna-fans, de cast, en andere bekende personen deel konden nemen aan een virtuele versie van de serie.

### Structuur
In elk seizoen volgt de serie de levens van een groep jonge mensen, die in Laguna Beach wonen en daar naar school gaan. De producers interviewden een aantal jongeren over school, hun sociale leven en liefdesleven, op zoek naar een verhaal dat de doelgroep zou interesseren. De camera's werden niet toegelaten op de school, behalve tijdens de diploma-uitreiking.
Elk seizoen begon met de introductie van de nieuwe karakters, de volgorde werd bepaald naar aanleiding van vriendschappen en relaties. Elk seizoen had dezelfde structuur, de liefdesrelaties speelden een grotere rol in de eerste afleveringen en naarmate het seizoen aan zijn einde kwam, steeg de rivaliteit. De belangrijkste thema's door de seizoenen omvatten Romantische en onbeantwoorde liefde, vriendschappen en rivaliteit, en de aanwezigheid van rijkdom.
In het geval van rivaliteit nodigde het productieteam de castleden uit voor een "vredeskampvuur" op het strand, waar de castleden de lucht moesten klaren van ruzies en drama. Het eerste "vredeskampvuur" was in het begin van seizoen 1, toen Stephen en Kristin ruzie hadden over de nieuwe jongen die Kristin leuk vond, Sam.
In seizoen 2 hadden Jessica en Alex M. een gesprek over het feit dat Alex M. een relatie had met Jessica's ex-vriendje, Jason.
In seizoen 3 praatten Roxy en Alex over de status van hun relatie, en beëindigden die.
Elk seizoen eindigde met een of andere grote gebeurtenis buiten de diploma-uitreiking om. In seizoen 1 en 2 organiseerde Trey een modeshow om zo geld in te zamelen voor goede doelen, waarbij veel van de castleden als model dienden.
In seizoen 3 gaf Chase' band zijn eerste live-optreden in Los Angeles.

### Spin-offs
- Castlid Lauren "LC" Conrad werd na seizoen 2 verder gevolgd op haar weg naar onafhankelijkheid in de realityserie The Hills. De serie begon op 31 mei 2006 op MTV.
- The Real Orange County serie verhuisde naar Newport Harbor, waar een nieuwe serie, met andere castleden, maar met hetzelfde concept werd opgezet. Newport Harbor: The Real Orange County begon op 15 augustus 2007

## Castleden

### Seizoen 1
| Lauren "LC" Conrad 1 februari 1986 | Kristin Cavallari 5 januari 1987 |
| --- | --- |
| Tijdens het filmen had LC een romance met Stephen. Tot haar spijt ging hij uit op een date met haar "rivaal" Kristin, en LC bracht haar laatste schooljaar door, door te feesten met haar goede vrienden. Na de serie vertrok LC naar LA, om daar Fashion Design te gaan studeren. Lauren kreeg ook nog haar eigen realityserie, The Hills genaamd. | Voordat ze in Orange County kwam wonen bij haar broer en vader, woonde Kristin in Chicago, Illinois bij haar moeder. Tijdens het filmen had ze een liefdesrelatie met Stephen, die daarvoor iets had met LC. |
| Stephen Colletti 13 februari 1986 | Talan Torriero 2 november 1986 |
| Voor en tijdens het filmen, had hij een relatie met Kristin. Na zijn diploma te hebben gehaald is hij gaan studeren aan de universiteit van San Francisco. | Talan werd geschetst als een knappe surfer, van wiens onweerstaanbare charme het goed deed bij de vrouwen. |
| Christina Schuller 8 april 1986 | Morgan Olsen |
| Ze is de dochter van een pastoor. Tijdens het filmen promootte ze zichzelf als zangeres. Na het filmen ging Christina naar de universiteit van zuid Californië, en werd kamergenoten met Whitney Port, die samen met onder anderen LC een realityserie heeft; The Hills.                                                                            | Tijdens het filmen was Morgan vaak samen met haar beste vriendin Christina. Ze werd geschetst als het goede en onschuldige meisje. Na het filmen ging ze studeren aan de Brigham Young University. |
| Trey Phillips 15 september 1986 | Lauren "Lo" Bosworth 29 september 1986 |
| Trey gebruikte de serie om zijn non-profitorganisatie aandacht te geven, en verschillende liefdadigheidsevenementen te organiseren. Na het filmen ging Trey studeren aan het Bard College in New York. | Tijdens het filmen was Lo vaak samen te zien met haar beste vriendin LC, maar ze was eigenlijk goede vrienden met de meeste castleden. Na het filmen ging ze studeren aan de universiteit van Californië. Later maakte Lo haar intreden in de realitysoap The Hills en werd huisgenoten met haar beste vriendin en Hills ster LC. |